# Edward Zenteno
Edward Mauro Zenteno Álvarez (Cochabamba, 5 dicembre 1984) è un calciatore boliviano, difensore del Wilstermann e della Nazionale boliviana.

## Carriera

### Club
Ha giocato nella prima divisione boliviana.

### Nazionale
Viene convocato per la Copa América Centenario negli Stati Uniti.

## Palmarès

### Competizioni nazionali
- Campionato boliviano: 3

Wilstermann: Clausura 2015-2016, Apertura 2018
Aurora: Clausura 2008